# ファルハッド・ガエミ
ファルハッド・ガエミ（ペルシア語: فرهاد قائمی､ラテン翻記：Farhad Ghaemi,1989年8月28日 - ）は、イランの男子バレーボール選手。ゴレスターン州のゴンバデ・カーブース出身。イラン代表。

## 所属クラブ
- Havash（2010-2012年）
- Kalleh Mazandaran（2012-2013年）
- Barij Essence（2013-2014年）
- ペイカン・テヘランVC（2014-2016年）
- Sarmayeh Bank（2016-2018年）
- Ziraat Bankası Ankara（2018-2019年）
- Urmia Municipality VC（2019-2020年）
- Al Rayyan S.C.（2020-2021年）
- Foolad Mobarakeh Sepahan（2021-2022年）
- Foolad Sirjan Iranian（2022-2023年）
- Shahrdari Gonbad（2023-2024年）